# Rod Hebron
Pour les articles homonymes, voir Hebron.
Roderick « Rod » « Yogi »  Joel Hebron (né le 7 juillet 1942 à Vernon (Colombie-Britannique), mort le 16 avril 2023) est un skieur alpin canadien.

## Carrière
Hebron apprend à skier vers l'âge de 2 ans à Vancouver. Hebron participe à des compétitions de ski de fond, de saut à ski, de ski alpin et de slalom; Hebron déteste le ski de fond, mais aime à la fois le saut à ski et le ski alpin. À l'âge de 16 ans, Hebron se classe deuxième aux Championnats canadiens juniors et se consacre ensuite seulement à cette discipline. Hebron se joint à l'équipe nationale canadienne à dix-sept ans comme remplaçant pour les Jeux olympiques d'hiver de 1960 à Squaw Valley bien qu'il remportât la course de qualification olympique canadienne à Red Mountain.
Hebron est champion du Canada à huit reprises. Hébron est également triple champion national des États-Unis (combiné en 1961, slalom en 1961 et 1965).
Il fait ses débuts internationaux aux Championnats nord-américains 1959 (Squaw Valley, 21-23 février), terminant 19e en descente et 14e en slalom géant, et fait ses débuts aux Championnats du monde en 1962 à Chamonix, où il se classe 29e de la descente libre, la seule course dans laquelle il prend le départ.
Aux Jeux Olympiques d'hiver de 1964 à Innsbruck, sa première participation olympique, il termine 30e en descente et ne termine pas le slalom géant ni le slalom spécial.
Au printemps 1965, lors de la Silver Belt à Sugar Bowl, Rod Hebron est le premier coureur à adopter les bottes Lange et les skis Dynamic. Il se classe 3e du slalom spécial de l'US open organisé à Crystal Mountain le 2 avril, derrière Karl Schranz et Jean-Claude Killy, à nouveau 3e du trophée Far West-Kandahar à Alpine Meadows (10 avril), derrière Killy et Dumeng Giovanoli, et remporte le trophée Silver Belt/Bud Werner Memorial le 24 avril au Sugar Bowl.
Aux Championnats du monde de 1966 à Portillo, il se classe 20e au slalom géant et ne termine pas le slalom spécial.
En Coupe du monde, il fait ses débuts lors de la saison inaugurale du circuit, le 9 janvier 1967 à Adelboden en slalom géant sans terminer l'épreuve, et obtient le meilleur résultat le 11 mars suivant à Franconia (New Hampshire) en slalom spécial (5e).
Il participe à nouveau aux Jeux Olympiques d'hiver de 1968 à Grenoble ; cependant il termine aucune des trois épreuves : la descente, le slalom géant et le slalom spécial.
En Coupe du Monde, il réalise la dernière place dans les points le 24 janvier 1969 à Megève en descente, réitérant son meilleur résultat sur le circuit (5e), il obtient la dernière place le 25 janvier 1970 au même endroit en slalom spécial (13e) et fait se dernière course le 1er février suivant à Garmisch-Partenkirchen, qui termine sur un abandon.
Aux Championnats du monde 1970 à Val Gardena, il se classe 41e au slalom géant et ne termine pas le slalom spécial ; lors de la dernière épreuve, la descente le 15 février, il se fracture la jambe, cette blessure met un terme à sa carrière mondiale.
Après sa retraite, Hebron participe au circuit professionnel nord-américain (Pro Tour) entre 1971 et 1973.
Hebron obtient un diplôme en commerce de l'Université d'État de l'Oregon alors qu'il fréquente l'école seulement l'été.
En 1976, il ouvre un magasin de ski à Silverthorne, qu'il possède et exploite jusqu'en 2015.
En 2022, il est intronisé dans le Temple de la renommée du ski canadien,.

## Palmarès
Championnats du Canada de ski alpin
- 1962 : 1er en slalom, 1er en combiné
- 1963 : 1er en slalom géant, 1er en slalom
- 1965 : 1er en slalom géant
- 1967 : 1er en slalom géant
- 1968 : 1er en slalom